# Марсіанський сол
Сол (слово запозичене з латинського слова sol — «сонце») — синодична доба на планеті Марс, тобто марсіанська доба. Сол — це видимий інтервал між двома послідовними поверненнями Сонця до того самого меридіана (за істинним місцевим часом), який бачив би спостерігач на Марсі. Це одна з кількох одиниць вимірювання часу на Марсі.
Сол трохи довший за земну добу: він приблизно дорівнює 24 год 39 хв 35 с. Марсіанський рік дорівнює приблизно 668,6 солам, що еквівалентно приблизно 687 земним дням або 1,88 земного року.
Сол як одиниця вимірювання був прийнятий у 1976 році під час місії «Вікінг». Він є одиницею вимірювання часу, яку використовує переважно агенція НАСА, — зокрема, коли планує місії марсоходів.

## Тривалість
Середня тривалість циклу день плюс ніч на Марсі — тобто марсіанської доби — становить 24 год 39 хв 35,244 с, що еквівалентно 1,02749125 земної доби. Сидеричний період обертання Марса — тобто його обертання відносно нерухомих зір — становить 24 год 37 хв 22,66 с. Сонячна доба триває довше, оскільки Марс обертається навколо своєї осі в тому ж напрямку, що й навколо Сонця, рухаючись своєю орбітою.

## Сол у хронології апарата, що сідає на Марс
Коли посадковий модуль космічного корабля НАСА починає роботу на Марсі, кількість солів (марсіанських діб), що проходять, визначається простим арифметичним підрахунком. У місіях «Вікінг-1», «Вікінг-2», «Фенікс», «К'юріосіті», InSight, «Персеверанс» доба в момент приземлення рахувалася як «сол 0». Натомість у місіях Mars Pathfinder, а також для марсоходів місії Mars Exploration Rover — «Спіріт» і «Оппортьюніті» — доба приземлення рахувалася як «сол 1». Узагалі кажучи, те, як рахуватиметься перша доба посадкового апарата на Марсі — як сол 0 чи як сол 1, — визначалося тим, у яку добу починалися його «значущі» або «корисні» операції, тому посадкові апарати, які приземлялися наприкінці марсіанської доби, почали відлік від сола 0, а ті, які приземлилися вранці, — від сола 1.
Хоча агенція НАСА двічі відправляла на Марс пари посадкових апаратів, не докладалося жодних зусиль, щоб якось синхронізувати підрахунок солів для посадкових апаратів у кожній парі. Тому, наприклад, хоча марсоходи «Спіріт» і «Оппортьюніті» працювали на Марсі одночасно, у кожного з них був власний «сол 1», тому їхні календарі розійшлися приблизно на 21 сол.

## Термінологія
У 2003 році члени марсіанської команди НАСА, які керували марсоходами «Спіріт» і «Оппортьюніті», придумали спеціальний термін для позначення попереднього сола — yestersol: це англійське yesterday («вчора»), у якому замість day вжито sol. Невдовзі термін набув популярності: його підхопили й використовували ЗМІ.
Інші неологізми:
- марсіанське сьогодні — tosol: це англійське today («сьогодні»), у якому замість day вжито sol.
- марсіанське завтра — три версії: nextersol, morrowsol або solmorrow[9].

У 2012 році спеціалісти НАСА з планування місій почали вживати також термін soliday (sol + holiday), яким позначали вихідні дні, які виникали через розбиття марсіанського часу на інтервали або синхронізацію розкладів обслуговування марсіанських місій.

## Зіставлення часу на Землі й на Марсі
З огляду на потенційно можливу колонізацію Марса постало запитання: як перетворити перевести соли у стандартний земний час. У науково-фантастичній «Марсіанській трилогії» Кіма Стенлі Робінсона поселенці з Марса користуються традиційними земними годинниками, які опівночі припиняють відлічувати час на 39 хвилин 40 секунд, а потім відновлюють відлік. Так виникає щось на кшталт «високосної години», яка компенсує різницю в часі між солом і земною добою. Цей же метод раніше пропонував Філіп Дік у своєму романі «Марсіанський зсув часу» (1964).
Один невеликий годинниковий магазин створив для місії «Спіріт» механічні годинники для екіпажу місії, які відображали час на Марсі з різницею не більше 10 секунд на земну добу. У 2022 році повідомлялося, що виробник годинників Omega почав продавати громадськості гібридні аналогово-цифрові годинники.